# Profesor Caparroso 1ra. Sección
Profesor Caparroso 1ra. Sección är en ort i Mexiko.   Den ligger i kommunen Macuspana och delstaten Tabasco, i den sydöstra delen av landet, 700 km öster om huvudstaden Mexico City. Profesor Caparroso 1ra. Sección ligger 34 meter över havet och antalet invånare är 621.
Terrängen runt Profesor Caparroso 1ra. Sección är platt åt nordväst, men åt sydost är den kuperad. Runt Profesor Caparroso 1ra. Sección är det ganska glesbefolkat, med 45 invånare per kvadratkilometer. Närmaste större samhälle är Macuspana, 18,5 km nordväst om Profesor Caparroso 1ra. Sección. I omgivningarna runt Profesor Caparroso 1ra. Sección växer i huvudsak städsegrön lövskog.